# Kostrzyn

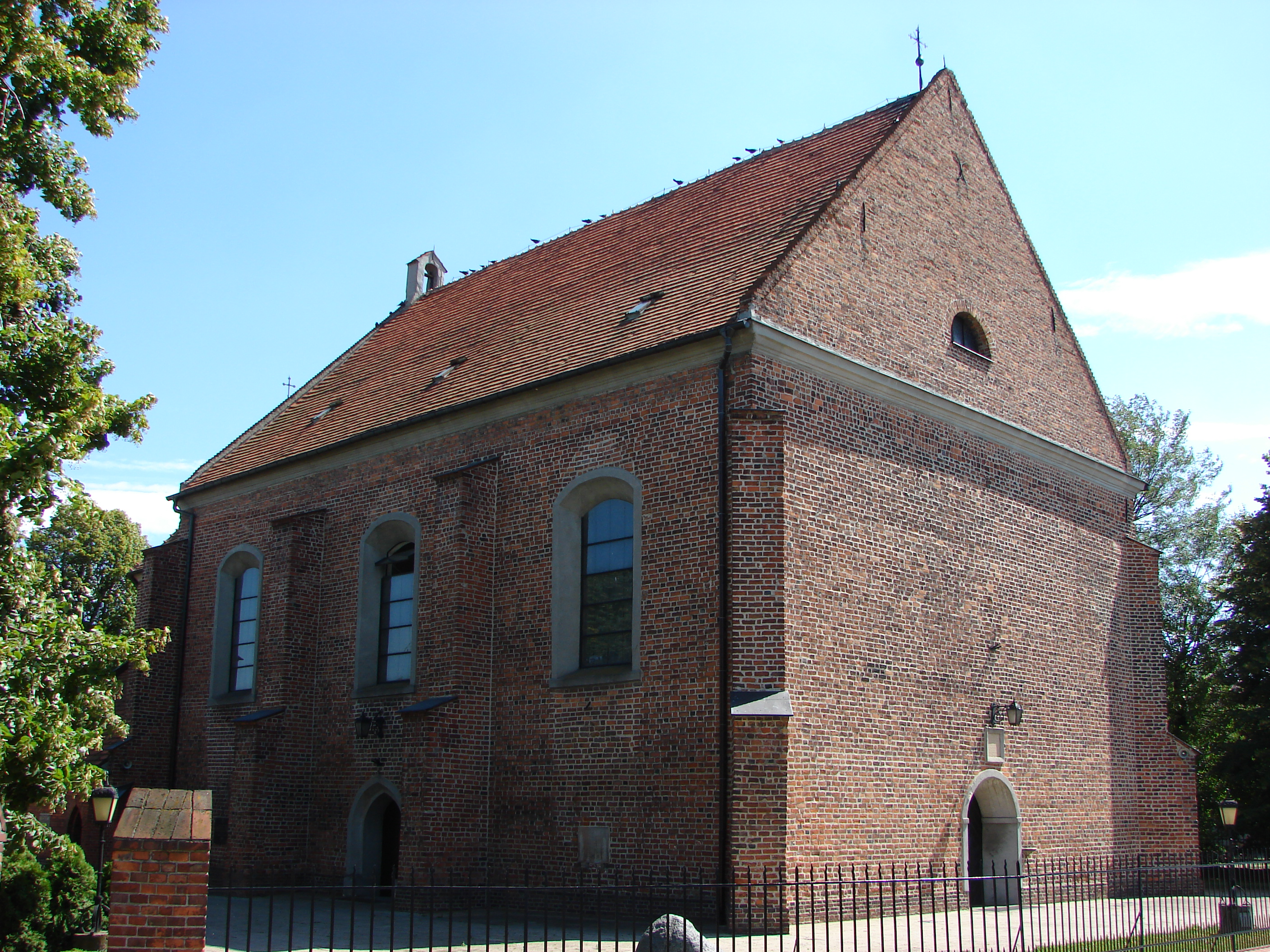
De heliga Petrus och Paulus kyrka i Kostrzyn.

Kostrzyn (uttalas [ˈkɔstʂɨn]), även kallad Kostrzyn Wielkopolski (tyska: Kostschin) är en stad i Poznańdistriktet, Storpolens vojvodskap i västra Polen, med 9 552 invånare (2015). Staden ligger 21 km öster om distriktscentralorten Poznań, vid den gamla landsvägen DK 92 mellan Poznań och Warszawa, och vid järnvägslinjen mellan Berlin och Warszawa.